# Raúl Perojo
Raúl Perojo es un deportista cubano que compitió en esgrima, especialista en la modalidad de florete. Ganó una medalla en el Campeonato Mundial de Esgrima de 2001 y tres medallas en los Juegos Panamericanos, en los años 1999 y 2003.

## Palmarés internacional
| Campeonato Mundial   | Campeonato Mundial              | Campeonato Mundial | Campeonato Mundial  |
| Año                  | Lugar                           | Medalla            | Prueba              |
| -------------------- | ------------------------------- | ------------------ | ------------------- |
| 2001                 | Nimes (Francia)                 | Medalla de bronce  | Florete por equipos |
| Juegos Panamericanos |                                 |                    |                     |
| 1999                 | Winnipeg (Canadá)               | Medalla de oro     | Florete por equipos |
| 2003                 | Santo Domingo (Rep. Dominicana) | Medalla de plata   | Florete por equipos |
| 2003                 | Santo Domingo (Rep. Dominicana) | Medalla de bronce  | Florete individual  |